# St Ippolyts
St Ippolyts est un village et une paroisse civile situé au sud de la ville de Hitchin, dans le comté du Hertfordshire en Angleterre. Sa population est d'environ 2 000 hab.

## Traduction
- (en) Cet article est partiellement ou en totalité issu de l’article de Wikipédia en anglais intitulé « St Ippolyts » (voir la liste des auteurs).